# Secretario general de Esquerra Republicana de Catalunya
El secretario general de Esquerra Republicana de Catalunya es la segunda persona con más poder en el organigrama de ERC. En ocasiones ha sido el candidato del partido a la presidencia de la Generalidad.
Actualmente el cargo lo ocupa Marta Rovira, elegida con un 89,96 % de los votos de los militantes en el 26.º Congreso Nacional del 1 de octubre de 2011, donde se presentaba como única aspirante a ocupar el lugar.

## Listado de secretarios generales
1. Joan Lluís Pujol i Font (1931-1931)
2. Josep Tarradellas i Joan (1931-1932)
3. Joan Tauler i Palomeras (1932-1938)
4. Josep Tarradellas i Joan (1938-1957)
5. Joan Sauret i Garcia (1957-1976)
6. Heribert Barrera i Costa (1976-1987)
7. Joan Hortalà i Arau (1987-1989)
8. Àngel Colom i Colom (1989-1996)
9. Josep-Lluís Carod-Rovira (1996-2004)
10. Joan Puigcercós i Boixassa (2004-2008)
11. Joan Ridao i Martín (2008-2011)
12. Marta Rovira i Vergés (2011-2024)
13. Elisenda Alamany (2024–actualidad)